# 盖尔达耶
盖尔达耶（阿拉伯语：‎）位于阿尔及利亚中部姆扎卜谷中心，是盖尔达耶省的首府。